# Hus
Hus je priimek v Sloveniji, ki ga je po podatkih Statističnega urada Republike Slovenije na dan 1. januarja 2010 uporabljalo 24 oseb.

## Znani slovenski nosilci priimka
- Herman Hus (1896—1960), arhitekt
- Mara Hus (1900—1944), pisateljica

## Znani tuji nosilci priimka
- Jan Hus (1369—1415), češki verski reformator